# Prévoyance collective
 (janvier 2016).
La prévoyance collective est l’aptitude à prévenir et se prémunir des risques de l’existence dans un cadre collectif. Ce terme recouvre une notion liée à la protection institutionnalisée des personnes contre les aléas de la vie. Il apparaît en ce sens au XIXe siècle au moment de la création des sociétés de secours mutuel. Ces organismes émanant de regroupement d'entreprises organisaient collectivement la protection des employés créant ainsi la prévoyance collective. Depuis la création de la Sécurité sociale en 1945, le terme prévoyance est employé pour les prestations de celle-ci ainsi que pour celles des organismes complémentaires visant à assurer les salariés en cas de maladie, d’incapacité de travail, d’invalidité, de dépendance et de décès. Dans le monde assurantiel, il est inclus dans un champ plus large dénommé assurance de personnes.

## Fonctionnement
Le principe est celui de l’assurance classique. Il s’agit de transférer à un organisme qui paiera, en cas de survenance du risque, des prestations en compensation.
La sécurité socialeLa prévoyance est assurée tout d’abord par la Sécurité sociale notamment par le biais de sa branche maladie.
La prévoyance complémentaireÀ ce premier niveau, s’ajoute un second niveau, dit complémentaire, où coexistent trois intervenants : les sociétés d'assurances, les mutuelles et les institutions de prévoyance. Ces dernières ont été spécifiquement créées pour prendre en charge ces risques. Elles couvrent plus de 12 millions de salariés.
Selon la branche d'activité, les partenaires sociaux ont précisé et renégocient périodiquement le niveau "conventionnel" des garanties, que toute entreprise du secteur devra proposer à ses salariés. Elle pourra bien entendu proposer des garanties supérieures dans le cadre de sa politique de rémunération globale.
Ce second niveau ressort du droit privé et donc du contrat. La prévoyance dite lourde, à savoir les garanties couvrant l'incapacité, l'invalidité et le décès, fait majoritairement l'objet de contrat collectif. Une entreprise décide ainsi, soit unilatéralement, soit par référendum, soit par négociation sociale de couvrir l'ensemble de ses salariés ou une catégorie bien définie de ceux-ci.
Les garanties complémentaires santé et dépendance peuvent être souscrites à titre individuel ou par contrat collectif. En santé, selon les derniers chiffres de la Direction de la recherche, des études, de l'évaluation et des statistiques (DREES), quatre bénéficiaires d'une complémentaire sur 10, étaient en 2007, protégés par un contrat collectif. Toutes choses égales par ailleurs, au regard de cette étude, la couverture collective est moins onéreuse que la couverture individuelle.
Depuis le 1er janvier 2016, l’accord national interprofessionnel de 2013 (ANI) oblige les petites entreprises à souscrire une assurance santé collective pour leurs salariés, dont la prime sera payée à 50/50 par les deux parties.